# Горбачёва, Раиса Максимовна
Раи́са Макси́мовна Горбачёва (урождённая Титаре́нко; 5 января 1932, Рубцовск, Западно-Сибирский край — 20 сентября 1999, Мюнстер, Северный Рейн-Вестфалия) — советский и российский общественный деятель, супруга Генерального секретаря ЦК КПСС, президента СССР Михаила Сергеевича Горбачёва (1931—2022).
В годы правления её мужа выдвинулась в число активных деятельниц европейского масштаба, стала лауреатом ряда общественных премий, почётным профессором университетов Европы, Америки, Азии. Кандидат философских наук.

## Биография

### Родословная
- Отец — Максим Андреевич Титаренко (1907—1986) — железнодорожный инженер, приехал на Алтай из Черниговской губернии. Семья часто переезжала вслед за отцом-железнодорожником. Дед по отцу — Андрей Филиппович Титаренко, переехал из села в Чернигов, был беспартийным, четыре года провёл в тюрьме, работал железнодорожником. Бабка по отцу — Мария Максимовна Титаренко. У Андрея Филипповича и Марии Максимовны было трое детей: две дочери и сын. Андрей Филиппович умер во время прогулки, похоронен в Краснодаре[3].
- Мать — Александра Петровна Титаренко (в девичестве Парада; 1913—1991)[3] — коренная сибирячка, уроженка села Весёлоярск Рубцовского района Алтайского края[4].
- Дед по материнской линии — Пётр Степанович Парада (1890—1937), уроженец Полтавской губернии[5] — был зажиточным крестьянином, имел шестерых детей, выжило четверо: сын Александр (работал экономистом, умер в 26 лет), сын Иван и дочь Александра. Дед был расстрелян как троцкист, так как выступал против коллективизации и Стахановского движения.[источник не указан 796 дней] Посмертно реабилитирован в мае 1989 года[6].
- Бабка по материнской линии — Анастасия Васильевна Парада — крестьянка, умерла от голода[3].
- Младший брат — Евгений Максимович Титаренко (1935—2018) — писатель;
- Племянница — Ирина, выпускница Высшего художественного училища им. Строганова[3].
- Младшая сестра — Людмила Максимовна Аюкасова (род. 1938) окончила Башкирский медицинский институт, служила врачом-окулистом в Уфе; её муж Дамир Харисович Аюкасов (1931—1999) — инженер, заслуженный изобретатель РСФСР[3][7].

### Детство и юность
Родилась 5 января 1932 года в Рубцовске Западно-Сибирского (ныне Алтайского) края.
Детство провела в Сибири и на Урале. В школьные годы занималась спортивной гимнастикой, пока не сорвалась с колец. Окончив с золотой медалью среднюю школу Лицей №3 в Стерлитамаке (1949), приехала в Москву и была без экзаменов принята в Московский государственный университет на философский факультет (1950). Там познакомилась со студентом-физиком Анатолием Зарецким и планировала выйти за него замуж. Отец его работал директором прибалтийской железной дороги. Были назначены смотрины. Мать приехала в отдельном спецвагоне, высказалась против Раисы и не разрешила сыну жениться. Толя не смог противостоять ей, и произошёл разрыв, после которого Раиса Титаренко начала встречаться с будущим мужем Михаилом, учившимся на юридическом факультете.
Меня часто спрашивают, как мы встретились, как Михаил Сергеевич ухаживал за мной. Наверное, это важно в воспоминании каждой семьи.Раиса Горбачёва
Первая встреча Раисы Титаренко и Михаила Горбачёва произошла на танцевальном вечере в студенческом клубе МГУ на Стромынке. 25 сентября 1953 года вышла замуж за Михаила Горбачёва. Свадьбу сыграли в диетической столовой студенческого общежития на Стромынке.
Как рассказал в сентябре 2014 года в интервью для печати Михаил Горбачёв, первую беременность Раисы Максимовны в 1954 году ещё в Москве в связи с осложнениями на сердце после перенесённого ревматизма врачи с его согласия вынуждены были прервать искусственно; супруги-студенты потеряли мальчика, которого отец хотел назвать Сергеем.

### Жизнь в Ставропольском крае
После окончания университета поступила в аспирантуру, однако вслед за мужем, распределённым в Ставропольскую прокуратуру, в 1955 году переехала в Ставропольский край. С переменой климата Раиса почувствовала себя лучше.
Первые 4 года не могла найти вакансию по специальности, и семья жила на заработную плату мужа, комсомольского работника. Семья проживала в небольшой съёмной комнате в Ставрополе, где в 1957 году родилась дочь Ирина. В том же году семья переехала в коммунальную квартиру, где занимала две больших комнаты.
Живя в Ставрополе, была лектором в Ставропольском отделении Всероссийского общества «Знание», преподавала на кафедре философии Ставропольского государственного медицинского института, Ставропольского сельскохозяйственного института, готовила научную квалификационную работу в области социологии.
В 1967 году в Московском государственном педагогическом институте имени В. И. Ленина защитила диссертацию на тему «Формирование новых черт быта колхозного крестьянства (по материалам социологических исследований в Ставропольском крае)» и получила учёную степень кандидата философских наук.

### Жена первого лица
6 декабря 1978 года Горбачёвы переехали в Москву. Там до избрания Михаила Горбачёва секретарём ЦК КПСС Раиса Максимовна читала лекции в Московском государственном университете, продолжала участвовать в деятельности Всероссийского общества «Знание».
В 1984 году впервые вместе с мужем посетила Великобританию. «Вся бульварная пресса Англии, — пишет Кити Огден, — была поражена тем, что она оказалась обладательницей „золотой“ кредитной карточки „Америкэн экспресс“, что она купила алмазные сережки стоимостью 1780 долларов и тем, что отказалась от поездки на могилу Карла Маркса, чтобы вместо этого осмотреть коллекцию корон и королевских драгоценностей в королевском Тауэре».
После 1985 года, когда муж был избран Генеральным секретарём ЦК КПСС, Раиса Максимовна занялась общественной деятельностью. Вместе с академиком Д. С. Лихачёвым, Г. В. Мясниковым и другими деятелями отечественной культуры создала Советский фонд культуры, став членом президиума Фонда.
Во многом благодаря Р. М. Горбачёвой поддержку Фонда получали Центральный музей древнерусской культуры и искусства, Всероссийский музей декоративно-прикладного и народного искусства, музей Марины Цветаевой, музей частных коллекций ГМИИ имени А. С. Пушкина, музей семьи Бенуа в Петергофе, музей Рерихов. Фонд также способствовал восстановлению церквей и памятников гражданской архитектуры, возвращению в СССР ранее вывезенных культурных ценностей, библиотек и архивов.
В период с 1986 по 1991 год Фондом были привлечены и направлены на культурную деятельность средства, эквивалентные ста миллионам долларов США.
В качестве супруги Генерального секретаря ЦК КПСС, а позднее президента СССР, сопровождала Горбачёва в его поездках, участвовала в приёмах иностранных делегаций, приезжавших в Советский Союз, регулярно появлялась на телеэкранах, нередко вызывая неприязнь советских женщин, многим из которых казалось, что она слишком часто меняет наряды и много говорит. До неё с жёнами высокопоставленных лиц, приезжавших в СССР, как правило, встречалась Валентина Терешкова.
Михаил Горбачёв отмечал у Раисы Максимовны свободное владение английским языком. Благодаря этому Горбачёва могла непринуждённо общаться с Маргарет Тэтчер, другими политиками и друзьями на Западе, а её супруг — только через переводчика.
«Есть масса мифов и домыслов о каком-то моём необычайном пристрастии к виллам, дачам, роскошным нарядам, драгоценностям, — удивлялась Раиса Максимовна. — Я не шила ни у Зайцева, как он намекал в своих интервью, ни у Ив Сен-Лорана, как утверждали журналисты… Меня одевали женщины-мастера из ателье на Кузнецком мосту…»
Претензии к нарядам — не единственные из проскальзывавших тогда в прессе. Бывший заведующий Общим отделом ЦК КПСС и помощник М. С. Горбачёва В. И. Болдин пишет в своей книге «Крушение пьедестала» о том, как КГБ было поручено подбирать штат прислуги для первой леди из молчаливых работящих женщин, не моложе и не привлекательнее хозяйки.
За рубежом личность Горбачёвой вызывала большой интерес и высокие оценки. Так, британский журнал «Woman’s Own» назвал её женщиной года (1987), Международный фонд «Вместе за мир» наградил Горбачёву премией «Женщины за мир», в 1991 году — премией «Леди года». Подчеркивалось, что супруга президента СССР выступала в глазах общественности как «посланница мира», и отмечалась её активная поддержка прогрессивных замыслов Горбачёва.
В годы президентства Горбачёва участвовала в работе правления Фонда «Помощь детям Чернобыля», осуществляла патронаж Международной благотворительной ассоциации «Гематологи мира — детям», шефствовала над Центральной детской больницей в Москве.

## Последние годы жизни

### Общественная деятельность и благотворительность
После добровольной отставки Горбачёва с поста президента СССР она исчезла из поля зрения прессы. Чета Горбачёвых жила на даче, предоставленной бывшему президенту в пожизненное пользование.
В 1996 году Михаил Горбачёв баллотировался кандидатом в президенты Российской Федерации. Раиса Максимовна была против, но по мере сил помогла мужу.
«Я была <…> против вступления Михаила Сергеевича в новую президентскую кампанию. Потому что я не из книжек узнала, что такое жизнь реформатора. Мне пришлось разделить с ним эту жизнь. Очень много пришлось пережить с 85-го года. И только поэтому я не хотела, чтобы Михаил Сергеевич снова возвращался и стал президентом. Но Горбачёв — политик до последней клеточки своего существа. Он принял решение, а я его жена и ему помогаю».
Также являлась почётным председателем ассоциации «Гематологи мира — детям», которая занималась помощью больным лейкемией, лично патронировала Центральную детскую клиническую больницу в Москве.
В 1997 году создала и возглавила Клуб Раисы Максимовны, осуществлявший помощь детским больницам, провинциальным учителям и педагогам, работающим с «трудными детьми». В рамках Клуба обсуждались социальные проблемы России: роль женщины в обществе, положение незащищённых слоёв общества, детей. В современной деятельности клуба важное место занимает изучение гендерного неравенства и ограничения участия женщин в публичной политике. В настоящее время президентом Клуба является дочь Раисы и Михаила Горбачёвых — Ирина.

### Болезнь и смерть
22 июля 1999 года врачи Института гематологии РАМН, возглавляемого лечащим врачом и другом семьи Горбачёвых А. И. Воробьёвым, обнаружили у Раисы Горбачёвой тяжёлое заболевание крови — лейкоз. Среди возможных причин заболевания были названы перенесённое медикаментозное лечение, стрессы, осложнения после других заболеваний. Возможно также, что болезнь стала следствием ядерных испытаний в Семипалатинске в 1949 году, когда радиоактивное облако накрыло её родной город. Одной из причин болезни Горбачёвой назывались также последствия радиоактивного облучения, полученного ею во время посещения Чернобыльской АЭС вскоре после катастрофы 26 апреля 1986 года.
Уже 26 июля 1999 года Р. М. Горбачёва в сопровождении мужа и дочери прибыла в Мюнстер в медицинскую клинику Вестфальского университета имени Вильгельма, которая известна своими успехами в области лечения онкологических заболеваний. Около двух месяцев продолжалось здесь её лечение под наблюдением профессора Томаса Бюхнера, одного из ведущих гематологов и онкологов Европы. Бюллетени о состоянии здоровья Р. М. Горбачёвой передавались в 1999 году всеми СМИ, что заставило её незадолго до смерти сказать: «Наверное, я должна была заболеть такой тяжёлой болезнью и умереть, чтобы люди меня поняли».
«Если быть до конца честным, вероятность благополучного исхода была невысока, — признался лечащий врач Горбачёвой, профессор Т. Бюхнер. — Вначале ей была назначена химиотерапия, после которой мы надеялись сделать пересадку костного мозга. Донором должна была стать Людмила Титаренко, её родная сестра. Но при проведении химиотерапии резко снижается иммунитет и увеличивается риск инфицирования. У Раисы Максимовны оказался именно такой случай. Одно время она резко пошла на поправку, и мы надеялись, что вскоре можно будет провести спасительную операцию. Но внезапно ей стало хуже — впала в кому. Она умерла, так и не придя в сознание».
Раиса Максимовна Горбачёва скончалась в университетской клинике Мюнстера на 68-м году жизни 20 сентября 1999 года около 3:00 по местному времени, похоронена 23 сентября на Новодевичьем кладбище в Москве. 3 сентября 2022 года рядом с ней был похоронен её муж.

## Семья и личная жизнь
Муж (1953—1999) — Михаил Сергеевич Горбачёв (2 марта 1931 — 30 августа 2022), политик, последний Генеральный секретарь ЦК КПСС, единственный президент СССР (1990—1991).
- Дочь — Ирина (род. 6 января 1957).
  - Первый муж Анатолий Олегович Вирганский (род. 31 июля 1957) — сосудистый хирург московской Первой Городской больницы (брак с 15 апреля 1978 до 1993).
  - Второй муж Андрей Михайлович Трухачёв — бизнесмен, занимается перевозками (брак с 26 сентября 2006).

Внучки:
- Ксения Анатольевна Вирганская-Горбачёва (род. 21 января 1980).
  - Первый муж — Кирилл Вадимович Солод, сын предпринимателя (род. 25 октября 1982), поженились 30 апреля 2003 года.
  - Второй муж — Дмитрий Владиславович Пырченков (род. 24 февраля 1973) (бывший концертный директор певца Авраама Руссо), поженились в 2009 году.
    - Правнучка — Александра Пырченкова (род. 22 октября 2008 года).
- Анастасия Анатольевна Вирганская (род. 27 марта 1987) — выпускница журфака МГИМО, работает шеф-редактором на интернет-сайте Trendspace.ru.
  - муж Дмитрий Зангиев (род. 1987), поженились 20 марта 2010 года. Дмитрий окончил Восточный университет при РАН, учился в 2010 в аспирантуре Российской академии госслужбы при президенте РФ, работал в 2010 году в рекламном агентстве.
    - Правнук — Никита Зангиев (р. 2015).

## Память
- В 2006 году при поддержке Горбачёв-Фонда, семьи Горбачёвых и депутата Государственной Думы РФ, Председателя Совета директоров Национальной резервной корпорации А. Е. Лебедева в Лондоне создан Международный Фонд имени Раисы Горбачёвой, призванный финансировать проекты, направленные на борьбу с детской лейкемией и раком. В 2006 году А. Е. Лебедев передал Фонду имени Раисы Горбачёвой свою долю акций в российской компании по аренде воздушных судов стоимостью около ста миллионов фунтов стерлингов (примерно 190 млн долларов США)[30].
- Именем Р. М. Горбачёвой назван Институт детской гематологии и трансплантологии в Санкт-Петербурге, создание которого в 2007 году стало возможным благодаря деятельности Горбачёв-Фонда. На открытии института главный гематолог Российской Федерации Александр Румянцев подчеркнул, что «усилиями Горбачёвой в 1994 году было открыто первое отделение детской гематологии и трансплантологии в России, а сегодня таких отделений уже 84»[31].
- 16 июня 2009 года Михаил Горбачёв выпустил диск «Песни для Раисы», посвящённый 10-летию со дня смерти Раисы Максимовны. Как рассказал Горбачёв, на диске записаны семь любимых романсов Раисы Максимовны, исполненные им в сопровождении Андрея Макаревича. Диск был выставлен на благотворительный аукцион в Лондоне, массово не распространялся[32].
- В декабре 2014 года британский Национальный архив обнародовал архивные правительственные документы 30-летней давности, касающиеся первого визита в декабре 1984 года М. С. Горбачёва с супругой в Лондон. Как выяснилось, после визита Раиса Максимовна поддерживала переписку с министром сельского хозяйства Великобритании Майклом Джоплингом, с которым познакомилась в ходе переговоров в резиденции премьер-министра Маргрет Тэтчер Чекерс, и направляла ему рецепты блюд из картошки, а вместе с ними и поваренную книгу. Об этой истории поведала британская газета «The Telegraph»[33].

### Киновоплощения
- Наталия Старых — Ласковый май, 2009 год.
- Дарья Мороз — Так сложились звёзды, 2016 год.
- Мадлен Джабраилова — ГДР, 2024 год.

### В культуре
- Михаил Звездинский — Перестройка (1988). «Спасибо, Миша, Рая, что жизнь пошла другая, за перестройку вас благодарим…»[34]
- Является героиней романов Эдуарда Тополя «Кремлёвская жена» и «Завтра в России».
- DJ Грув — Счастье есть (1996). «Счастье есть. Его не может не быть!».

### Адреса в Москве
- Согласно протоколу допроса свидетеля по делу ГКЧП, проживала по адресу ул. Косыгина, д. 10, кв. 7[35].

### Отзывы
- «Это была выдающаяся женщина, настоящая шестидесятница. Окончить на отлично философский факультет МГУ и получить рекомендацию в аспирантуру девушке без связей — это дорогого стоит. Скажем прямо, в культурном отношении она превосходила мужа. Это и сам Михаил Сергеевич понимал. Он её любил, ценил и, скрывать тут нечего, постоянно с ней советовался». (Гавриил Попов, 2005)[36].
- А. С. Грачёв: «Раиса Максимовна, не стеснённая рамками официального протокола, всегда была оживлена, приветлива, но главное — это было видно невооружённым глазом — глубоко увлечена грандиозным проектом национальной перестройки, начатой её мужем… Осенью 1991 года, когда я стал пресс-секретарём М. С. Горбачева, она нередко звонила мне, наталкиваясь на очередной газетный выпад или пасквиль. В её вопросах чувствовалась почти физическая боль и нараставшая тревога, но не за будущее собственной семьи — после пережитого в Форосе, думаю, она перестала чего-либо бояться — а за судьбу той подлинной освободительной политической и духовной революции, с успехом которой связали свою жизнь Горбачёв и его сторонники»[37].
- О. А. Гордиевский: «[В декабре 1984 г.] Как и ее муж, Раиса Максимовна произвела самое благоприятное впечатление на англичан, но нам [работникам посольства СССР в Лондоне] она показалась весьма неприятной особой со вздорным характером, высокомерной, с чрезмерным самомнением. Она наотрез отказалась от сопровождающей — прекрасной переводчицы, супруги Михаила Богданова, объяснив это тем, что для нее привычнее мужское общество. Не вступая с ней в пререкания, мы были вынуждены приставить ей в помощники Юрия Мазура, бывшего моряка из бедной семьи, — человека исключительно высокого интеллекта, который знал Англию уже двадцать пять лет. (В Рейкьявике, где [в октябре 1986 г.] Горбачев должен был встретиться с Рейганом, Раиса Максимовна повела себя крайне грубо по отношению к Послу Советского Союза в США и его жене — весьма уважаемой супружеской паре — и спустя несколько дней добилась смещения посла с занимаемого им поста, поскольку они не проявили должного благоговения перед ней. Она также заявила Нэнси Рейган, что коммунизм, базирующийся на самом передовом в мире учении, в конечном итоге одержит победу над капитализмом, который обречен на гибель. Советский народ никогда не относился к Раисе Максимовне как к истинно первой леди, поскольку ее муж занял высший пост в государстве в результате умелого манипулирования партийным аппаратом, а не потому, что был избран народом. Жена Бориса Ельцина, всенародно избранного президентом, стала на законном основании считаться первой леди. (Примеч. автора.) »[38].